# Reserva índia Iowa
La reserva índia Iowa de la Tribu Iowa de Kansas i Nebraska s'estén a banda i banda de les fronteres del sud-est comtat de Richardson al sud-est de Nebraska i els comtats de Brown i Doniphan al nord-est de Kansas. La seu tribal és a l'oest de White Cloud (Kansas). La reserva es va definir en un tractat de març de 1861. Avui la tribu opera el Casino White Cloud a la reserva.

## Història
Els iowa, o baxoje com ells s'anomenen, s'originaren en la regió dels Grans Llacs d'Amèrica del Nord. Van emigrar al sud i l'oest del Missouri, però es van traslladar a Kansas en virtut de les disposicions de la Compra del Platte de 1836. Els tractats posteriors de 1854 i 1861 van reduir les tinences de terra towa a la "reserva disminuïda." Una banda d'Iowa va marxar de la reserva al Territori Indi cap al 1878. Hi esdevingueren la Tribu Iowa d'Oklahoma. Les bandes que es quedaren formen la Tribu Iowa de Kansas i Nebraska.
Avui dia, la reserva Iowa té una superfície de 12.000 acres (49 km²) que es divideixen gairebé per igual entre els estats de Kansas i Nebraska. La reserva inclou parts dels comtats de Brown a Kansas i del comtat de Richardson a Nebraska.

## Mida
Situada a la vora del riu Missouri, la reserva havia tingut 2.100 acres (8,5 km²) que incloïa 280 acres (1,1 km²) propietat de la tribu i 210,06 (0,85 km²) acres de parcel·les individuals. Hi havia 947,63 acres (3,83 km²) propietat de la tribu a Kansas, amb uns 181,01 acres (0,73 km²) addicionals en parcel·les individuals. En 1995 la Bureau of Indian Affairs indicà que hi havia 1.618,7 acres (6,55 km²) de terres tribals iowa en estat de fideïcomís.

## Activitats
La tribu conrea 1.077 acres (4,36 km²), amb porcions de les hectàrees restants equilibrades entre pastures i boscos. Hi ha també una transformadora de fenc que suporta 150 bovins. La tribu posseeix i opera el Casino White Cloud i una estació de servei, i dona feina a 186 persones. Igual que en una nació sobirana la reserva té la seva pròpia policia i bombers, tribunal tribal, clínica de salut, representants comunitaris de salut, un centre de la tercera edat, i menjadors per a gent gran amb un programa de lliurament. La tribu patrocina un rodeo pel Quatre de Juliol, un derbi de demolició a l'agost, i el Powwow de la tribu iowa cada mes de setembre.